# William Francis Butler
William Francis Butler, född 31 oktober 1838 och död 7 juni 1910, var en brittisk militär och författare.
Butler blev officer 1858, överste 1881, generalmajor 1892 och generallöjtnant 1900. Han deltog med utmärkelse i flera fälttåg i Afrika 1873-1892 och var 1898-99 tillförordnad "high commissioner" i Sydafrika, hemkallades vid boerkrigets utbrott och var 1899-1905 militärbefälhavare i västra distriktet. 
Butler var även en produktiv författare och har förutom en del natur- och folklivsskildirngar skrivit biografierna Ch. G. Gordon (1889) och Sir Ch. Napier (1890) och The life of Sir G. P. Colley (1899).
Han var gift med konstnären Elisabeth Butler.